# 夏厄沃西鎮區 (密歇根州)
夏厄沃西鎮區（英語：Shiawassww Township）是位於美國密歇根州夏厄沃西縣的一個行政鎮區。

## 地方資料
夏厄沃西鎮區的面積為95.40平方千米，當中陸地面積為94.20平方千米，而水域面積為1.20平方千米。根據2020年美國人口普查的數據，當地共有人口2740人，而人口密度為每平方千米28.72人。